# Maastricht vasútállomás
Maastricht vasútállomás vasútállomás Hollandiában, Maastricht városában.

## Vasútvonalak
Az állomást az alábbi vasútvonalak érintik:
- Aachen–Maastricht-vasútvonal
- Maastricht–Venlo-vasútvonal
- Lüttich–Maastricht-vasútvonal
- Heuvellandlijn
- Maastricht-Gulpen-vasútvonal

## Kapcsolódó állomások
A vasútállomáshoz az alábbi állomások vannak a legközelebb:
- Bunde vasútállomás (Venlo vasútállomás, Maastricht–Venlo-vasútvonal, északkelet)
- Maastricht Noord vasútállomás (Kerkrade Centrum vasútállomás, Aachen–Maastricht-vasútvonal, Heuvellandlijn, északkelet)
- Maastricht Randwyck vasútállomás (Liège-Guillemins vasútállomás, Maastricht Randwyck vasútállomás, Lüttich–Maastricht-vasútvonal, Heuvellandlijn, délkelet, three-country train)
- Limmel railway station (északkelet)
- Maastricht Boschpoort railway station (északnyugat)
- Heer railway station (délkelet)
- Meerssen vasútállomás (Aachen főpályaudvar, kelet, three-country train)